# Ramón Siragusa
Ramón Siragusa (Manatí, 11 maggio 1939) è un ex cestista portoricano.
È il nonno del giocatore di football americano Nico Siragusa.

## Carriera
Con Porto Rico ha disputato i Campionati mondiali del 1963 e i Giochi panamericani del 1959.